# 营前站
营前站（福州話：/iaŋ˥˥ nɛiŋ˥˧/）位于中华人民共和国福建省福州市长乐区316国道与瀛洲路交叉口，为福州地铁6号线的地铁车站，是福州地铁系统中首个启用的高架车站，于2022年8月28日启用。

## 车站结构

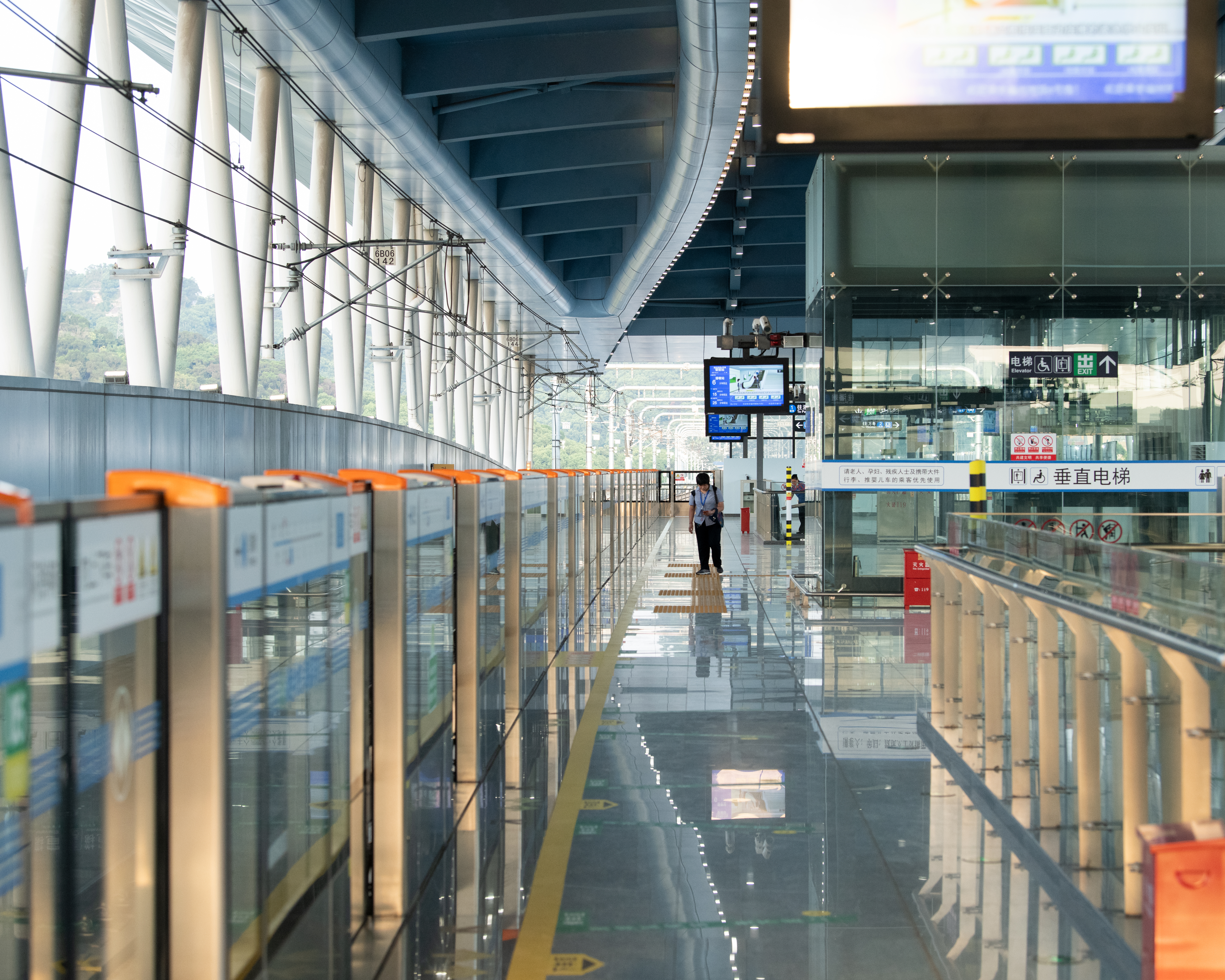
营前站站台（2022年8月）

营前站为高架三层车站：地上二层为站厅层；地上三层为站台层，岛式站台。车站全长118米，宽19.8米，屋盖柱采用Y形钢结构柱。
| 地上三层 | 1                                    |  | 6号线 往潘墩（下洋） |
| 地上三层 | 岛式站台，列车运行方向左侧的车门开启 |  |                      |
| 地上三层 | 2                                    |  | 6号线 往万寿（航城） |
| 地上二层 | 站厅                                 |  | 票务服务、自动售票机 |
| 地面层   | 出入口                               |  | 出入口               |

### 出入口与周边
营前站开放2个出入口，其中无障碍电梯与卫生间均位于B出入口。
| 营前站出入口信息            | 营前站出入口信息 | 营前站出入口信息 | 营前站出入口信息 |
| --------------------------- | ---------------- | ---------------- | ---------------- |
|                             |                  |                  |                  |
| 编号                        | 设施             | 位置             | 接驳交通         |
| 出口 · A                    |                  | 车站西北角       | 地铁营前站       |
| 出口 · B                    |                  | 车站东南角       | 地铁营前站       |
| 注： 设有电梯 \| 设有卫生间 |                  |                  |                  |

## 历史
- 2016年11月30日，营前站正式开工。[5]
- 2017年4月20日，车站第一期交通疏解、管线迁改、桩基已全部完成，正在进行承台及墩柱施工。
- 2017年12月25日，营前站主体结构封顶。[6]
- 2019年5月20日，营前站屋盖钢结构顺利封顶。[4]
- 2022年8月26日，营前站首次对外开放试乘[7]。
- 2022年8月28日，营前站启用[3]。